# 高瓴大道
高瓴大道（英語：Hillhouse Avenue），音译希尔豪斯大道，坐落在美国康涅狄格州纽黑文，以其诸多19世纪的豪宅而闻名，包括耶鲁大学校长府。查尔斯·狄更斯和马克·吐温都将其描述为“全美国最美丽的街道”。高瓴大道的大部分范围都包括在高瓴大道历史街区内，高瓴大道历史街区还包括相邻街道上的房屋。

## 历史

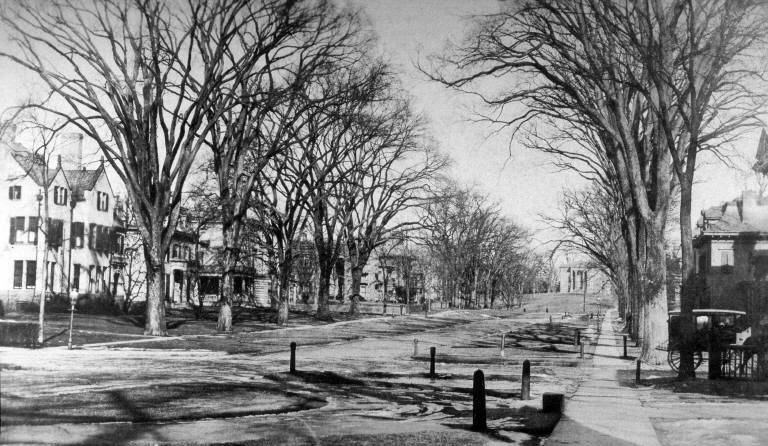
1890年至1905年高瓴大道上的宅邸。

高瓴大道以美国政治家詹姆斯·希尔豪斯（1743年–1832年）和他的儿子詹姆斯·亚伯拉罕·希尔豪斯（James Abraham Hillhouse；1789年–1841年）的名字命名，詹姆斯·希尔豪斯是纽黑文土地利用的革新者，他实施“植树计划”，给纽黑文起了绰号“榆树城”，并且给耶鲁大学和格罗夫街公墓制定了特伦贝尔计划。
高瓴大道最初被名叫“坦普尔大道”（Temple Avenue），1792年由希尔豪斯的雇员和后来的耶鲁大学校长耶利米·戴用桩标出，宽150英尺（46米）。这条大道从坦普尔街的果岭延伸到詹姆斯·亚伯拉罕·希尔豪斯建造家族豪宅海伍德（后来改名“萨切姆·伍德”）的山顶位置，1828年，宽阔大道上的房屋向后倾斜，给树木留出了空间，形成了公园般的效果。后来，曾经遮蔽街道的榆树因荷兰榆树病而消失，但成熟的橡树已经基本取代了它们的位置。
1862年，高瓴大道的权利出售给私人。由于高瓴大道的性质、地段以及朝向纽黑文（美国第一个规划城市）的九平方网格，它有时被认为是美国的第一个郊区。
1942年，根据詹姆斯·亚伯拉罕·希尔豪斯的女儿艾萨芬（Isaphene）遗嘱中的指示，希尔豪斯大厦被夷为平地。随着时间的推移，高瓴大道分作上层住宅区和下层公共建筑区以及法明顿运河区。高瓴大道现在只有两个街区长，从格罗夫到萨切姆。
1985年，国家历史遗迹将高瓴大道历史街区以及相邻街道上的房屋列入“国家历史遗迹名册”。

## 建筑物
耶鲁大学现在拥有高瓴大道上除圣玛丽教堂（及其教区住宅外的所有房产。上层地区的许多宅基地已经被经济部、考尔斯基金会、管理学院和其他学术部门所使用。下层房屋主要包括大学建筑，其中一些以前是谢菲尔德科学学校（Sheffield Scientific School）的一部分，其中有几栋房子是由建筑师艾提尔·托恩、亨利·奥斯汀和亚历山大·杰克逊·戴维斯设计的。高瓴大厦所在的大道尽头的区域现在是耶鲁大学校园科学山（Science Hill）的一部分。
著名建筑包括：
- 詹姆斯·德怀特·达纳之家（英语：James Dwight Dana House）
- 玛丽·普里查德之家（Mary Prichard House）
- 亨利·法南之家（Henry Farnam House）
- 斯坦巴赫大厅（英语：Steinbach Hall）
- 查尔斯·亨利·法南之家（Charles Henry Farnam House）
- 格雷夫斯·德怀特之家（Graves-Dwight House）
- 阿普索普之家（Apthorp House）
- 斯金纳之家（Skinner House）
- 格雷夫斯·吉尔曼之家（Graves-Gilman House）
- 艾比盖尔·惠尔佩之家（Abigail Whelpey House）

高瓴大道地区（不包括在高瓴大道历史街区之内）的历史建筑：
- 华纳之家（Warner House）
- 科特兰大厅、邓纳姆实验室、梅森实验室、利特·奥利弗纪念馆（Kirtland Hall, Dunham Laboratory, Mason Laboratory, Leet Oliver Memorial Hall）
- 圣玛丽教堂（
- 谢菲尔德·汤恩宅邸（Sheffield-Town Mansion）
- 耶鲁大学乐器收藏（英语：Yale University Collection of Musical Instruments）

高瓴大道之外（包括在高瓴大道历史街区之内）的历史建筑：
- 拉塞尔·亨利·奇滕登之家（英语：Russell Henry Chittenden House）
- 狼头 (秘密组织)（英语：Wolf's Head (secret society)）
- 威廉里昂菲尔普斯之家（英語：William Lyon Phelps House）

## 衍生文化
2005年6月1日，33岁的张磊成立高瓴资本集团，并且任首席执行官。为了方便拓展海外事物，又给公司取了一个英文名，灵感来源就是高瓴大道。